# 영월초등학교 연상분교
영월초등학교 연상분교는 대한민국 강원특별자치도 영월군에 있었던 공립 초등학교 분교이다.

## 학교 연혁
- 1947년 4월 20일: 녹전국민학교 연상분교 설립인가
- 1948년 3월 5일: 연상국민학교 설립인가
- 2019년 2월 28일: 폐교[2]

## 참고 자료
- 영월초등학교연상분교장 - 한국교육학술정보원 학교알리미